# فدراسیون جهانی اتحادیه‌های کارگری
فدراسیون جهانی اتحادیه‌های کارگری (به انگلیسی:World Federation of Trade Unions با سرواژه: WFTU) یک فدراسیون بین‌المللی اتحادیه‌های کارگری است که در سال ۱۹۴۵ میلادی تأسیس شد. این سازمان بلافاصله پس از جنگ جهانی دوم تأسیس شد و به عنوان یک ساختار و نظام واحد برای اتحادیه‌های کارگری در سراسر جهان عمل می‌کند. با ظهور جنگ سرد در اواخر دهه ۱۹۴۰، WFTU منشعب شد و اکثر اتحادیه‌های کارگری از کشورهای همسو با غرب خارج شدند و کنفدراسیون بین المللی اتحادیه های آزاد کارگران (ICFTU) را در سال ۱۹۴۹ ایجاد کردند. در طول جنگ سرد، عضویت WFTU عمدتاً از اتحادیه‌های کارگری کشورهای متحد شوروی و غیرمتعهد تشکیل شده بود.